# Japonología
Japonología, niponología, más raramente nipología, es el estudio de la cultura de Japón. Japonología y Niponología, en menor medida estudios japoneses,  son términos generalmente usados en Europa para describir el estudio histórico y cultural de Japón; en Estados Unidos, el campo académico es normalmente llamado Japanese Studies, que incluye tanto ciencias socio-contemporáneas, como campos humanísticos clásicos. Niponología es el correspondiente de Sinología y Coreanología.
En términos generales, la japonología abarca el estudio de la lengua, cultura, historia, literatura, arte, música, economía, religión y sociedad japonesas. Sus raíces podrían trazarse hasta la época en que la presencia de neerlandeses en Dejima, Nagasaki era tolerada por el gobierno del bakufu, durante el Período Edo. Pero aún va más allá, hasta mediados del siglo XVI, cuando portugueses y españoles llegaron al archipiélago con la intención de propagar el cristianismo, puesto que ellos compilaron y editaron los primeros diccionarios, glosas y manuales de japonés. La fundación de la Sociedad Asiática de Japón en Yokohama en 1872 por hombres como Ernest Satow y Frederick Victor Dickins fue un impulso importante para esta incipiente disciplina académica, que desde entonces ha crecido hasta tener presencia en diversas universidades de todo el mundo. 
En el mundo de habla hispana es relativamente reciente la presencia de planes de estudios de japonología. Una de las instituciones pioneras en este campo es El Colegio de México, donde a principios de los años sesenta se creó la Sección de Estudios Orientales, gracias a la cual comenzó el programa de maestría en 1964, que desde sus inicios ofrecía la especialización en Japón. De ahí nacería el actual Centro de Estudios de Asia y África, que ofrece maestría y doctorado estudios japoneses.